# 托吉安群島

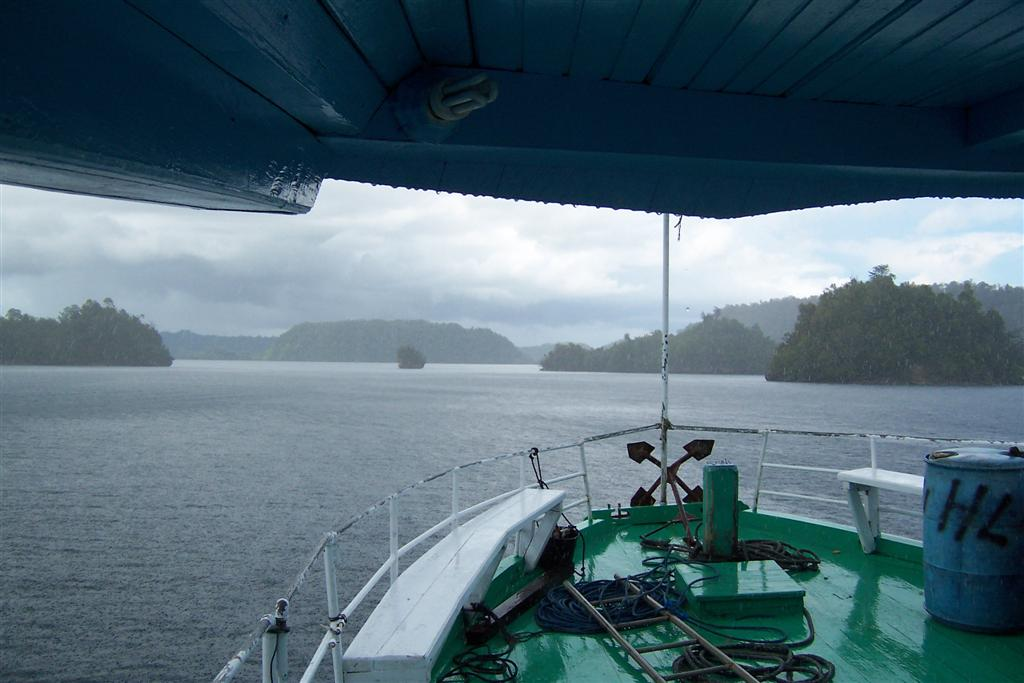
前往托吉安群島的渡輪

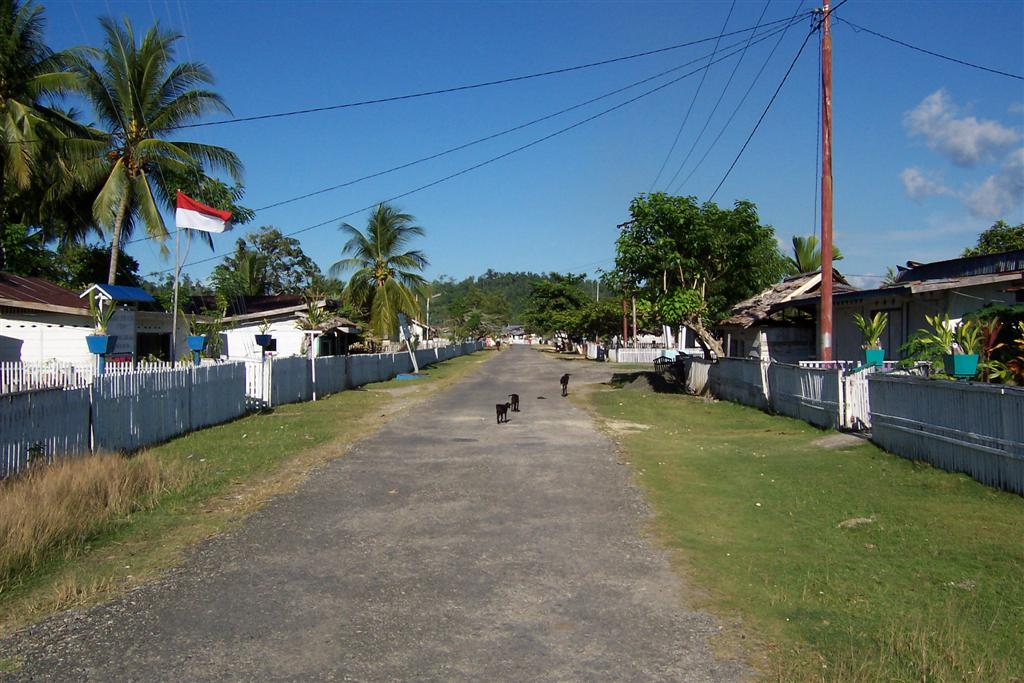
托吉安群島村落

托吉安群島是印度尼西亞的群島，由56個島嶼組成，位於托米尼灣，島上有37個村落。群島有雨林覆蓋，周圍則是珊瑚礁，是玳瑁、綠蠵龜和儒艮的棲息地和繁殖地區。行政上由中苏拉威西省托久乌纳乌纳县管理。群岛大部分地区属于托吉安群岛国家公园。

## 外部連結
- Informative and rare 2006 trip report

0°25′S 121°52′E / 0.417°S 121.867°E